# خانه‌های قادرداد
خانه‌های قادرداد، روستایی در دهستان گشت بخش مرکزی شهرستان سراوان در استان سیستان و بلوچستان ایران است.

## جمعیت
بر پایه سرشماری عمومی نفوس و مسکن در سال ۱۳۹۵، جمعیت این روستا برابر با ۳۵ نفر (۷ خانوار) بوده‌است.